# 走行車線
走行車線（そうこうしゃせん）とは、高速道路等の車線の一種。

## 日本

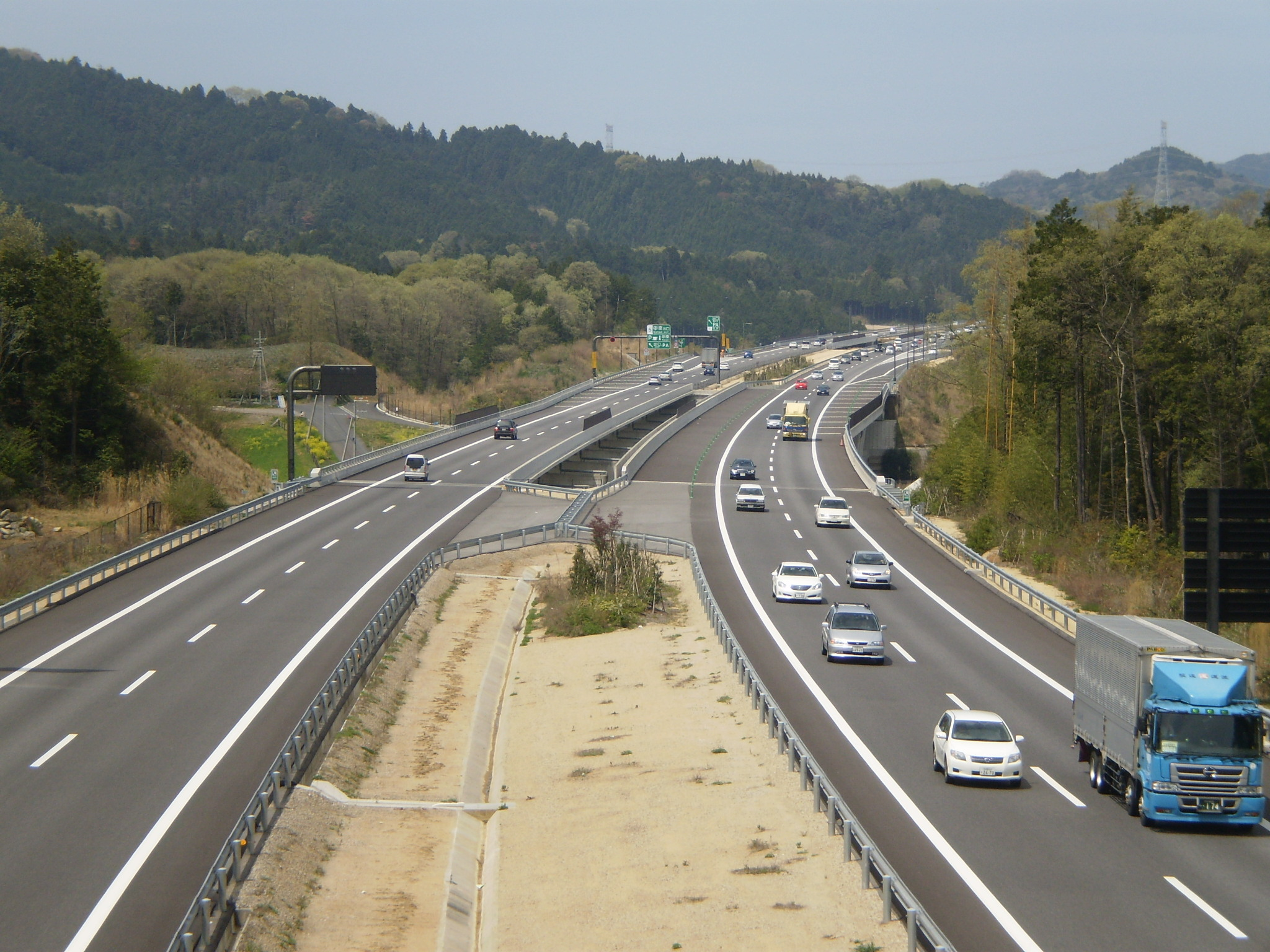
新名神高速道路の本線車道
（中央分離帯から遠い外側2車線が走行車線）

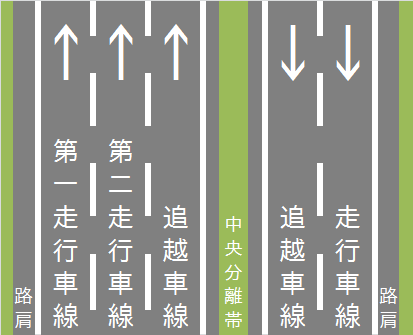
模式図

高速道路・自動車専用道路の本線車道において、複数の車線が設けられている場合の一番右側の車線（追越車線）以外の車線の通称名である。
3車線以上の自動車専用道路では、トラックの走行が一番左側の走行車線のみに制限されていることもある。走行車線は法律上の用語ではない。
一般道の場合、特に走行車線と呼ばれることはまれであるが、同様に一番右側の車線以外の車線の通称名である。

## アメリカ合衆国
アメリカ合衆国では走行車線はスローレーン（slow lane）という。